# Parasaveljevia clavicauda
Parasaveljevia clavicauda är en rundmaskart som först beskrevs av Nikolai Nikolaievich Filipjev 1927.  Parasaveljevia clavicauda ingår i släktet Parasaveljevia och familjen Enoplidae. Inga underarter finns listade i Catalogue of Life.